# Markt Hartmannsdorf
Markt Hartmannsdorf est une commune autrichienne du district de Weiz en Styrie.